# Ki Daophet Niuhuang
Ki Daophet Niuhuang (laosky ກິ ດາວເພັດ ໜູຫ່ວງ; 1. července 1972, Savannakhet – 24. dubna 2020 Vientiane) je laoský zpěvák, který je považován za průkopníka[zdroj?] v hudebním žánu elektronický luk thung.

## Diskografie

### Alba
- Sao Se Bang Fai (ສາວເຊບັ້ງໄຟ)
- Nam Ta Kway (ນ້ຳຕາຄວາຍ)
- Jee Hoy (ຈີ່ຫອຍ)[2][5]
- Sao Mak Nao bao Na Wang (ສາວຫມາກນາວ ບ່າວນາວາງ) (Ft. Pueng Rassamee)

### Singly
- Koay Nong Kuean Udom Xay (ຄອຍນ້ອງຄືນອຸດມໄຊ)
- Mae Hang Luk Sam (ແມ່ຮ້າງລູກສາມ)
- Diao Ai Kor Tham Jai Dai (ດຽ໋ວອ້າຍກັທຳໃຈໄດ້) (Ft. Prang Buppha)